# Synapha fumipennis
Synapha fumipennis är en tvåvingeart som beskrevs av Freeman 1951. Synapha fumipennis ingår i släktet Synapha och familjen svampmyggor. Inga underarter finns listade i Catalogue of Life.